# Libertat !

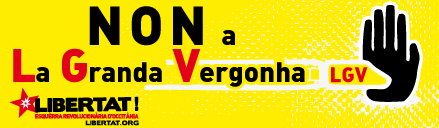
Affiche du mouvement Libertat !

Pour les articles homonymes, voir Libertat.
Libertat !, organizacion independentista e socialista d'Occitània en français : « organisation indépendantiste et socialiste d'Occitanie », est un mouvement politique socialiste et occitaniste créé en 2009.

## Historique
À la suite d'un appel lancé par plusieurs groupes politiques, un congrès de refondation a lieu le 19 septembre 2009, réunissant les mouvements Anaram Au Patac, Hartèra, Combat d'Òc, ainsi que d'autres militants, qui donne naissance à Libertat !
Après une période faste, l'organisation perd tant en énergie qu'en efficacité, au début des années 2010.
En 2016, certains militants souhaitent mettre fin à Libertat ! et lancent un comité de construction pour un nouveau mouvement. Des divergences naissent au sein de Libertat ! et conduisent à une scission le 17 mars 2018. À la suite de celle-ci, Libertat ! connaît un regain de force ainsi que d'activité,, tandis que les quelques militants expulsés du mouvement créent une nouvelle organisation le 1er mai 2018 : l'ODPO,,, dissoute en 2022.

## Présentation
Libertat ! porte le projet d'une Occitanie indépendante et socialiste. Ceci passe par la mise en avant de la culture occitane, l'occitan langue officielle, mais aussi le droit à l'autodétermination des peuples (présent dans la Charte de l'ONU), le principe de « vivre et décider au pays », la solidarité internationaliste entre les peuples, contre les discriminations (le racisme, le sexisme, les LGBTphobies, etc.),, la fin du système capitaliste, du jacobinisme, entre autres. Ce projet rassemble sous le drapeau de Libertat ! des militantes et militants de diverses tendances progressistes, bien que l'idéologie communiste y soit ultra-majoritaire.
Libertat ! se structure en groupes et sections locales, suivant pour la plupart la géographie linguistique et culturelle de l'aire occitane. Ainsi, il existait au début sept sections, en Auvergne, Béarn, Quercy, Bordeaux/Gascogne Nord, Toulouse/Languedoc, Provence ainsi qu'en Val d'Aran, un territoire de langue occitane situé dans la Généralité de Catalogne.
« Vivre et décider au Pays », « De retraite en retraite, une vie de défaites »,, « Libertat per la lenga, per lo pais », font partie des slogans historiquement utilisés par l'organisation.

## Activités
- Organisation de la seconde édition d'un festival, Festenal Montcuc liure (Festival Montcuq libre, en français) le 25 et 26 juin 2011[12].
- Réalisation d'un journal bimestriel : Libertat! la revista de l'Occitania qui bolèga.
- Gestion d'un local associatif la Tor deu borrèu (la Tour du Bourreau), à Pau, dans le quartier du Hédas.
- Organisation de concerts, de repas solidaires, de débats, diffusion de documentaires, etc.

## Participation aux élections
Libertat ! participe aux élections cantonales de 2011 dans les Pyrénées-Atlantiques, dans le canton d'Arzacq-Arraziguet, où le mouvement présente Julien Cabarry comme candidat et Nadège Péhau comme suppléante ; ceux-ci obtiennent 3,25 % des suffrages exprimés,.
En 2022 et 2024, l'organisation se présente – dans une alliance électorale avec le Partit occitan sous la bannière Régions et peuples solidaires – aux élections législatives sur deux circonscriptions : la deuxième des Pyrénées-Atlantiques ainsi que la deuxième des Hautes-Pyrénées.

Affiches du mouvement Libertat !
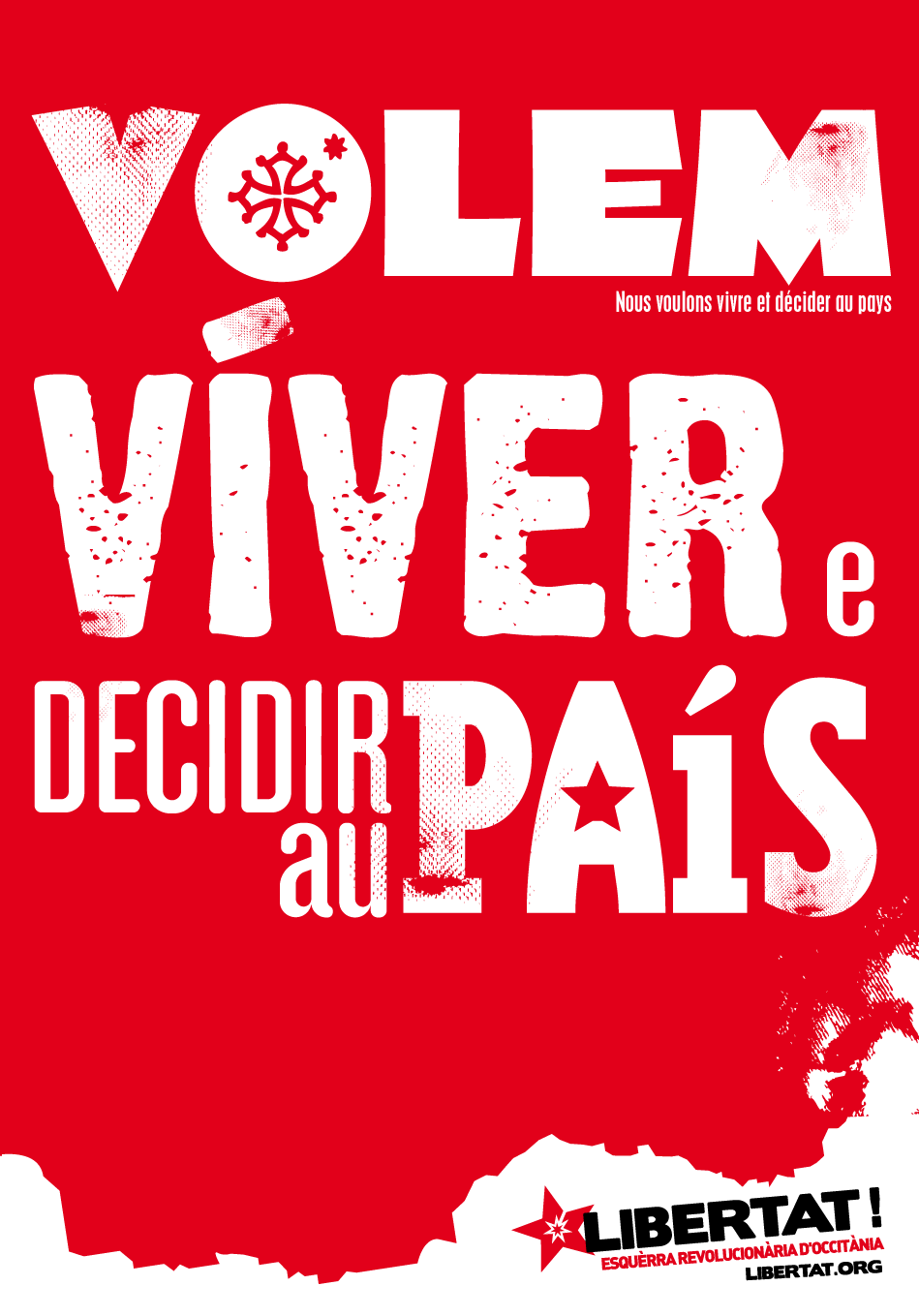
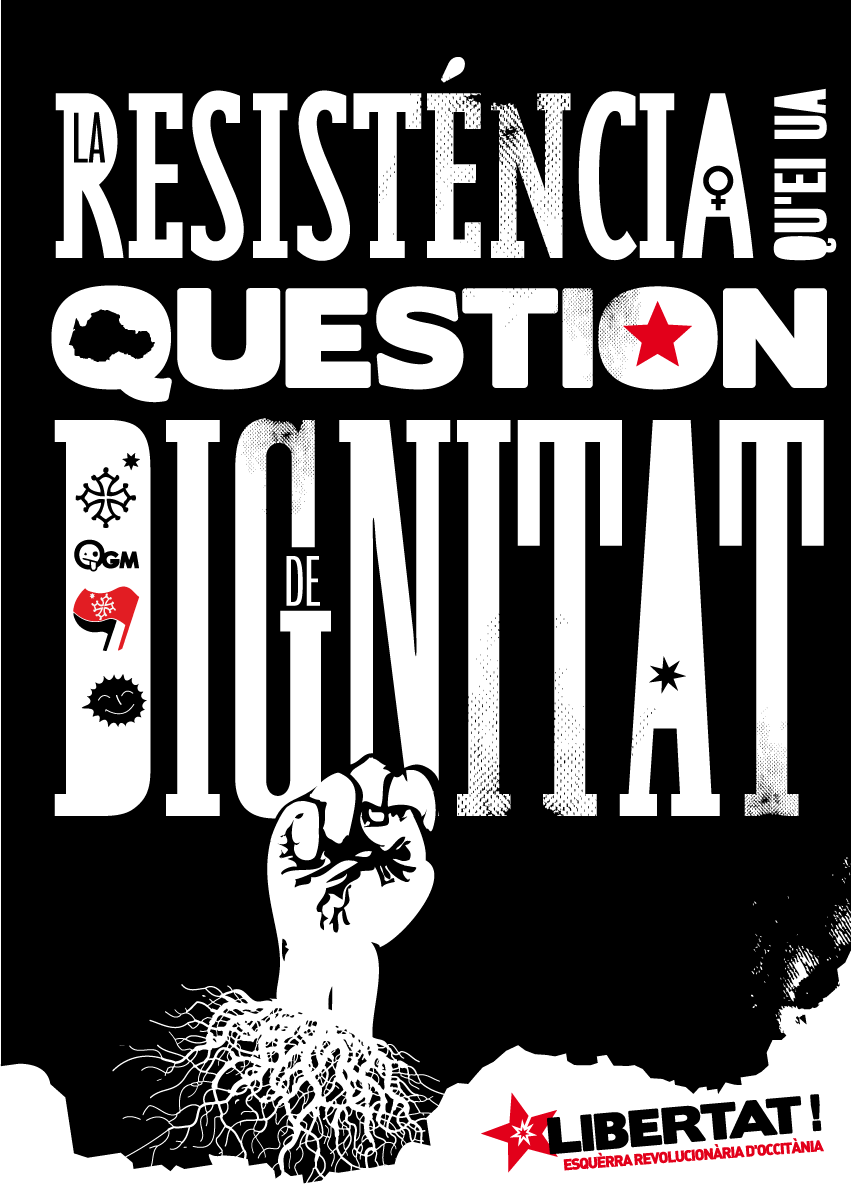